# Период Сражающихся царств

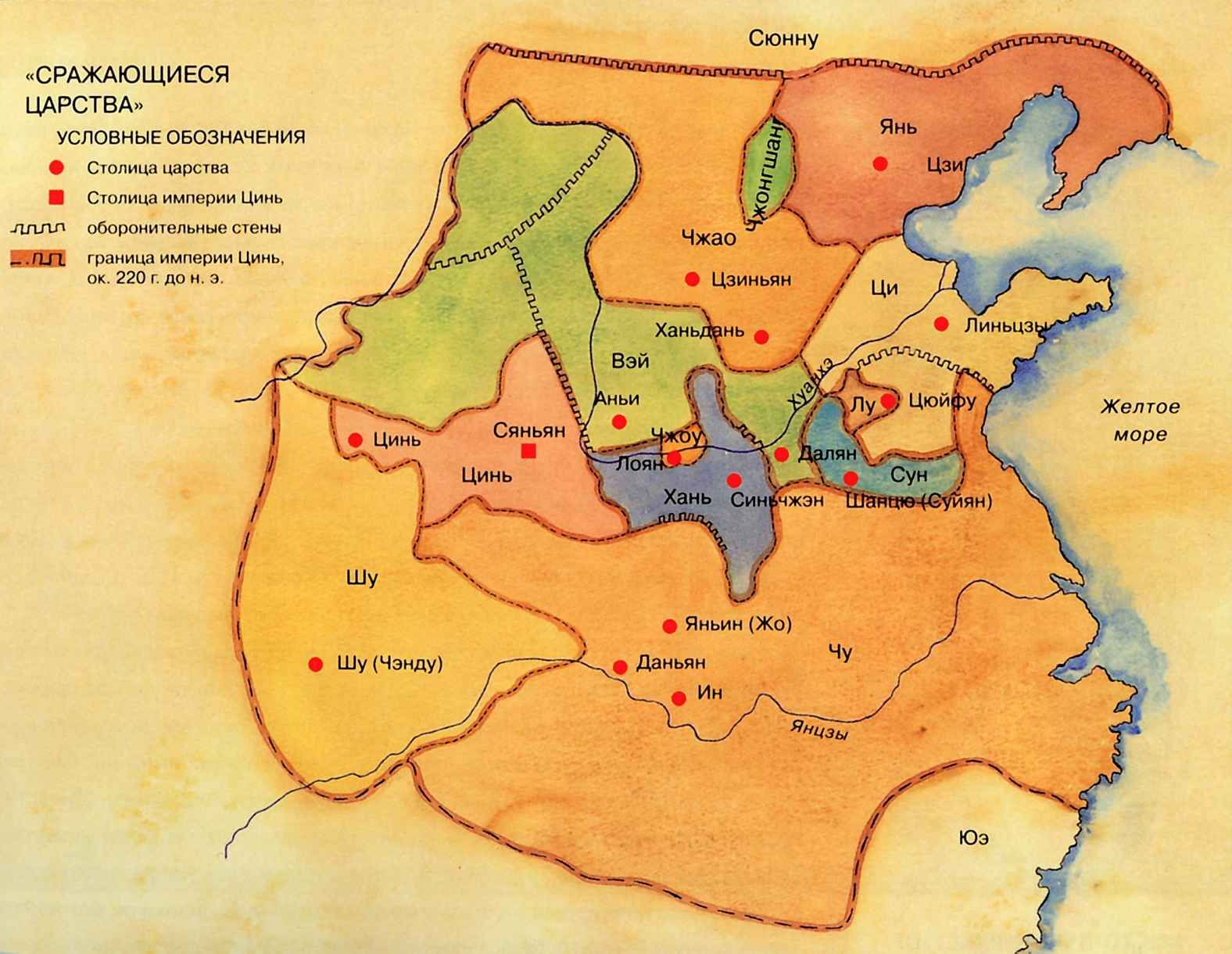
Китай в Период Сражающихся царств (260 до н. э.)

Период Сражающихся царств (кит. трад. 戰國時代, упр. 战国时代, пиньинь Zhànguó Shídài, палл. Чжаньго шидай) — период китайской истории от V века до н. э. до объединения Китая императором Цинь Шихуанди в 221 до н. э. Этот период следует за периодом Вёсен и Осеней (Чуньцю) и считается частью правления династии Восточная Чжоу, хотя династия Чжоу прекратила существование в 256 до н. э., на 35 лет раньше создания империи Цинь и окончания данного периода.
Этот период описан в первую очередь в поздней хронике «Стратегии Сражающихся царств» (кит. трад. 戰國策, упр. 战国策, пиньинь Zhàn Guó Cè, палл. Чжаньгоцэ). Хроники менее подробны, чем Цзочжуань, поэтому об этом периоде известно меньше, чем о Вёснах и Осенях.
Если в предыдущий период царства признавали формальное господство дома Чжоу и выступали в защиту «цивилизованных стран» (с домом Чжоу во главе) от «варварского» окружения, то в данный период влияние центрального царства Чжоу ослабло настолько, что перестало приниматься во внимание.
По поводу начала периода Чжаньго среди историков существует два мнения. Одни считают начальной датой прекращение летописей Чуньцю и Цзочжуань и смерть Конфуция — примерно 475 год до н. э., другие отсчитывают от 403 года до н. э., от окончательного распада сильного царства Цзинь на три части: Хань, Чжао и Вэй.
В период Чжаньго большие царства покоряли малые, вырастали в размере и формировали вокруг своего правителя (позже — вана) двор наподобие чжоуского. Если в период Вёсен и Осеней в древнем Китае насчитывалось минимум 148 государств, то в период Сражающихся царств после многолетних захватнических войн их осталось в десять раз меньше. Среди них выделялись «семь сильнейших» (кит. трад. 戰國七雄, упр. 战国七雄, пиньинь Zhànguó Qīxióng, палл. Чжаньго цисюн), семь гегемонов: Чу (楚), Хань (韩), Ци (齐), Цинь (秦), Вэй (魏), Янь (燕), Чжао (赵). Из остальных царств наиболее сильными были Шу, Сун, Юэ. Правители семи царств после 335 до н. э. присвоили себе титул вана (王, царя) вместо прежнего титула гуна (公, князя), отчего ван царства Чжоу даже номинально утратил былую власть и влияние.
Период Чжаньго характеризуется радикальными изменениями в социальной, политический и экономической сферах, и, как реакцией на это, бурным взрывом мыслительной традиции. Среди коренных изменений следует отметить: повышение уровня урбанизации, появление и внедрение железных орудий труда, и как следствие, повышение производительности труда крестьян и ремесленников, изменения в структуре армии — замена аристократии с их колесницами и небольшой царской дружиной массовыми армиями, составленными из рекрутов. Эти изменения, в свою очередь, привели к более масштабным сражениям и жертвам, развитию товарно-денежных отношений и появлению рынков, заселению ранее малоосвоенных регионов и к острейшей политической нестабильности, проявившейся в большом количестве крупномасштабных войн и сражений (например, Битва при Чанпине в 260 году до н. э.).
Среди философских школ данного периода основными являлись следующие течения: конфуцианство (основные представители — Мэн-цзы и Сюнь-цзы), моизм (Мо-цзы), легизм (Шан Ян, Хань Фэй, Ли Сы), даосизм, инь ян цзя (школа натурфилософов), бин-цзя (школа военных), нун-цзя (школа земледельцев).

## Распад царства Цзинь

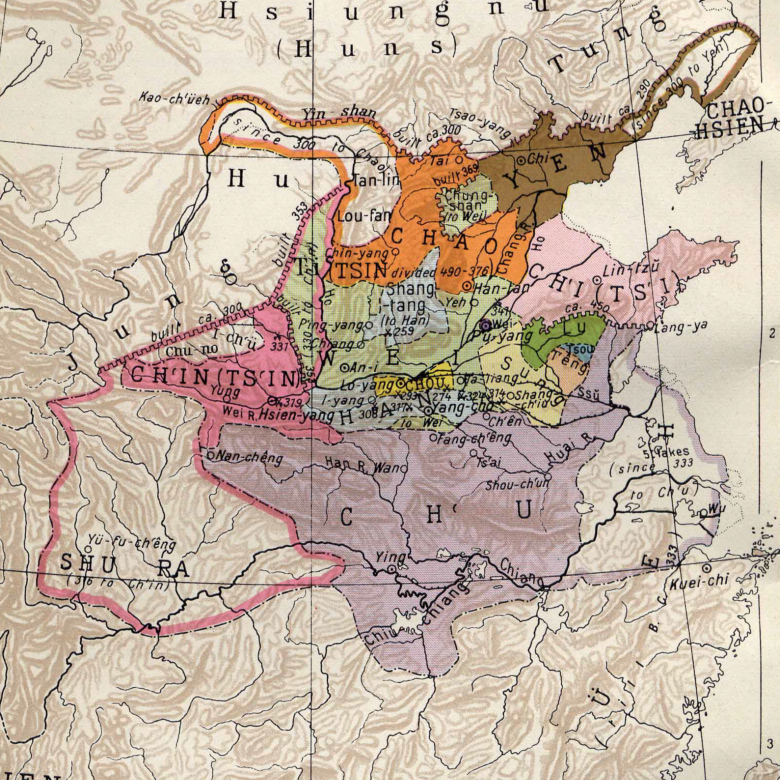
Сражающиеся царства в 350 до н. э.

В период Вёсен и Осеней царство Цзинь (晉) было самым могущественным в Китае, однако к концу этого периода его мощь ослабла из-за междоусобиц. Из-за усиления аристократических родов, всё более открыто игнорировавших волю сюзерена, цзиньский правитель утратил всякую власть и царством стали управлять «шесть министров из шести родов» (六卿). После уничтожения в 498 году до н. э. поднявших мятеж кланов Фань и Чжунхан в силе осталось четыре рода: Чжи (智), Вэй (魏), Чжао (趙) и Хань (韓), при этом доминировал род Чжи. В 454 году до н. э. глава клана Чжи, Бо Яо (智伯瑤, Zhi Bo Yao), потребовал от трёх других родов отдать ему земли, доставшиеся им при разделе земли мятежных кланов. Вэй и Хань не посмели ослушаться, но клан Чжао ответил отказом. Тогда клан Чжи, заставив Вэй и Хань присоединиться к нему, осадил клан Чжао в Цзиньяне. Однако устранить род Чжао ему не удалось: Вэй и Хань ему не доверяли из-за его агрессивности и жестокости и тайно заключили сепаратный договор с Чжао. 8 мая 453 года до н. э. соединённые силы кланов Чжао, Вэй и Хань внезапно напали на клан Чжи и полностью уничтожили его. Земли уничтоженного клана Чжи были в равных долях поделены между тремя кланами-победителями. Это был фактический распад некогда могущественного царства Цзинь.
Юридически это было оформлено в 403 до н. э., когда три рода договорились о разделении Цзинь на три государства. Это крупное событие китайской истории называется «Три семьи разделили Цзинь» (三家分晉). Правители трёх царств Хань, Чжао и Вэй получили титул хоу (侯), а три новых государства стали называться «три Цзинь» (三晉 — «Сань-Цзинь»). До 376 до н. э. государство Цзинь ещё формально существовало на небольшой территории, которая была потом поделена между тремя Хань, Чжао и Вэй.
Кембриджская история Китая (т.1:22, Дерк Бодде) трактует 403 год до н. э. как дату начала периода Сражающихся царств.

## Переворот в царствеЦи
В 389 году до н. э. власть в царстве Ци захватил род Тянь (田), причём новый правитель получил титул князя (гун). Прежний правящий род Цзян (姜) пытался удержать власть до 379 года до н. э. на небольшой территории, но потом всё же был вынужден подчиниться роду Тянь.

## Борьба царств Ци, Цинь и трёх Цзинь

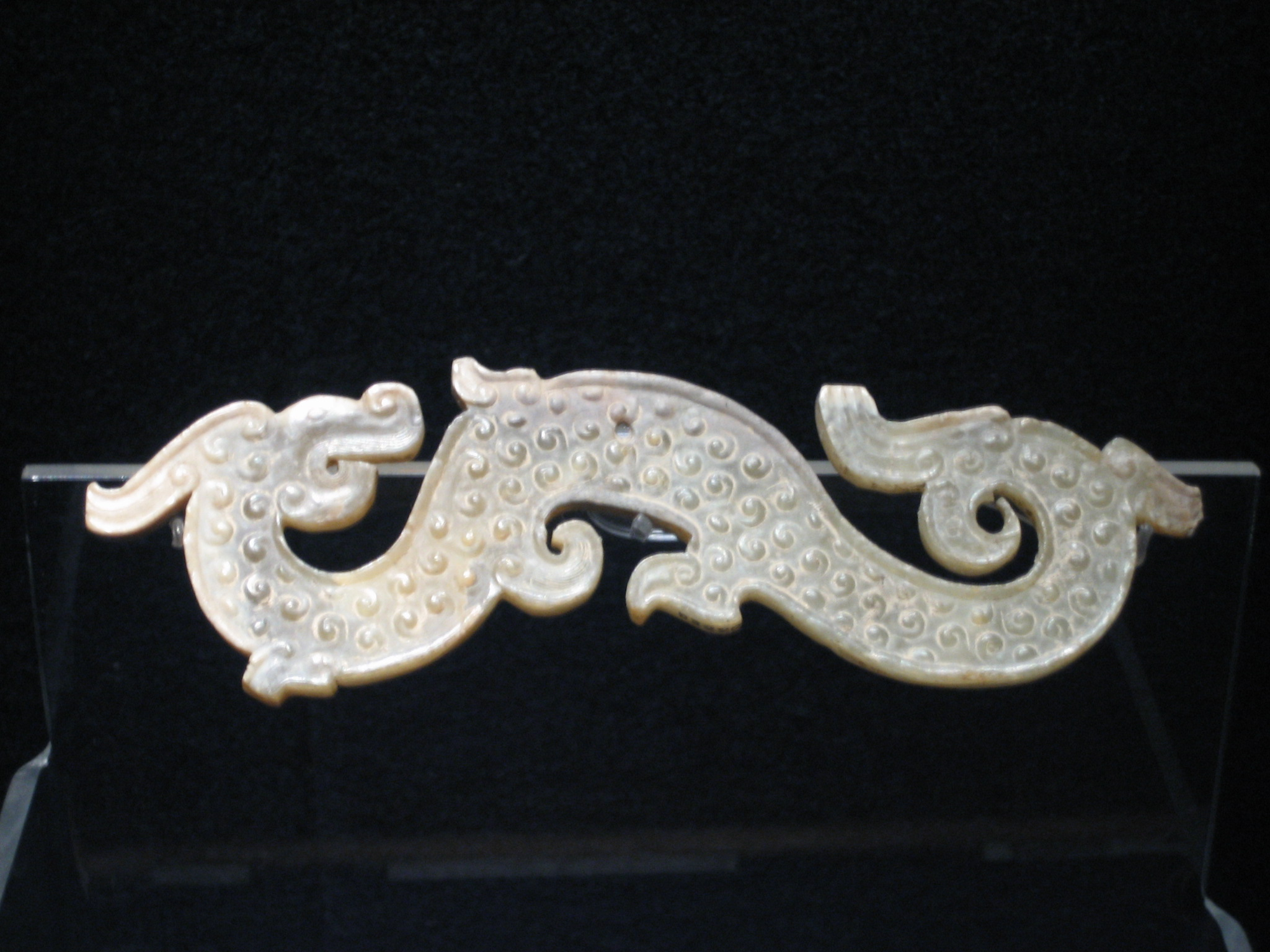
Вырезанный из нефрита дракон, предмет одежды периода сражающихся царств.

В 371 году до н. э. умер правитель царства Вэй, У-хоу, не назначив наследника. Началась война за наследие царства Вэй. Царства Чжао и Хань вступили в поход, но затем по непонятным причинам отвели свои войска, и престол занял сын У-Хоу, который позже провозгласил себя ваном и вошёл в историю как вэйский Хуэй-ван.
В 354 году до н. э. вэйский Хуэй-ван напал на царство Чжао. Некоторые историки считают, что это было местью за предыдущее вторжение Чжао в царство Вэй. В 353 до н. э. Чжао потерпело тяжёлое поражение, и войска Вэй вошли в город Ханьдань (邯鄲), столицу Чжао. Но в этот момент в войну вступило соседнее царство Ци, не столько пытаясь спасти гибнущее Чжао, сколько опасаясь чрезмерного усиления Вэй в случае аннексии им территории Чжао. Стратегией военных действий в царстве Ци занимался полководец Сунь Бинь (孫臏), потомок Сунь-цзы. Он предложил вторгнуться в оставшуюся без защиты основную территорию царства Вэй, пока вэйские войска находятся в Чжао, и этим вынудить армию царства Вэй отступить из захваченных чжаоских земель. Когда вэйская армия начала отступать из Чжао для защиты своего царства, армия Ци устроила изнуренному маршем войску Вэй засаду на пути. В результате в битве при Гуйлине (современный Чанъюань в провинции Хэнань) войско Вэй понесло тяжёлое поражение. От этих событий в китайском языке сохранилась поговорка 圍魏救趙 «окружить Вэй, чтобы спасти Чжао», означающая «нанести удар по уязвимому месту противника».
В 341 до н. э. Вэй напало на царство Хань, но царство Ци снова вмешалось, два полководца опять встретились на поле битвы, и Сунь Бинь снова одержал победу за счёт продуманной стратегии (битва при Малине 馬陵之戰).
Положение царства Вэй ещё более ухудшилось, когда царство Цинь, воспользовавшись ослаблением царства Вэй после серии поражений от Ци, в 340 до н. э. напало на Вэй с другого фронта. Войска Цинь возглавлял знаменитый министр-реформатор Шан Ян. Вэй потерпело ещё одно поражение, и царство Цинь значительно расширило свою территорию. Столица царства Вэй, город Аньи, оказался под угрозой, и вэйцы вынуждены были перенести столицу в Далян.
После всех этих событий царство Вэй ослабело, и в Китае стали доминировать царства Ци и Цинь.

## Реформы Шан Яна в царстве Цинь

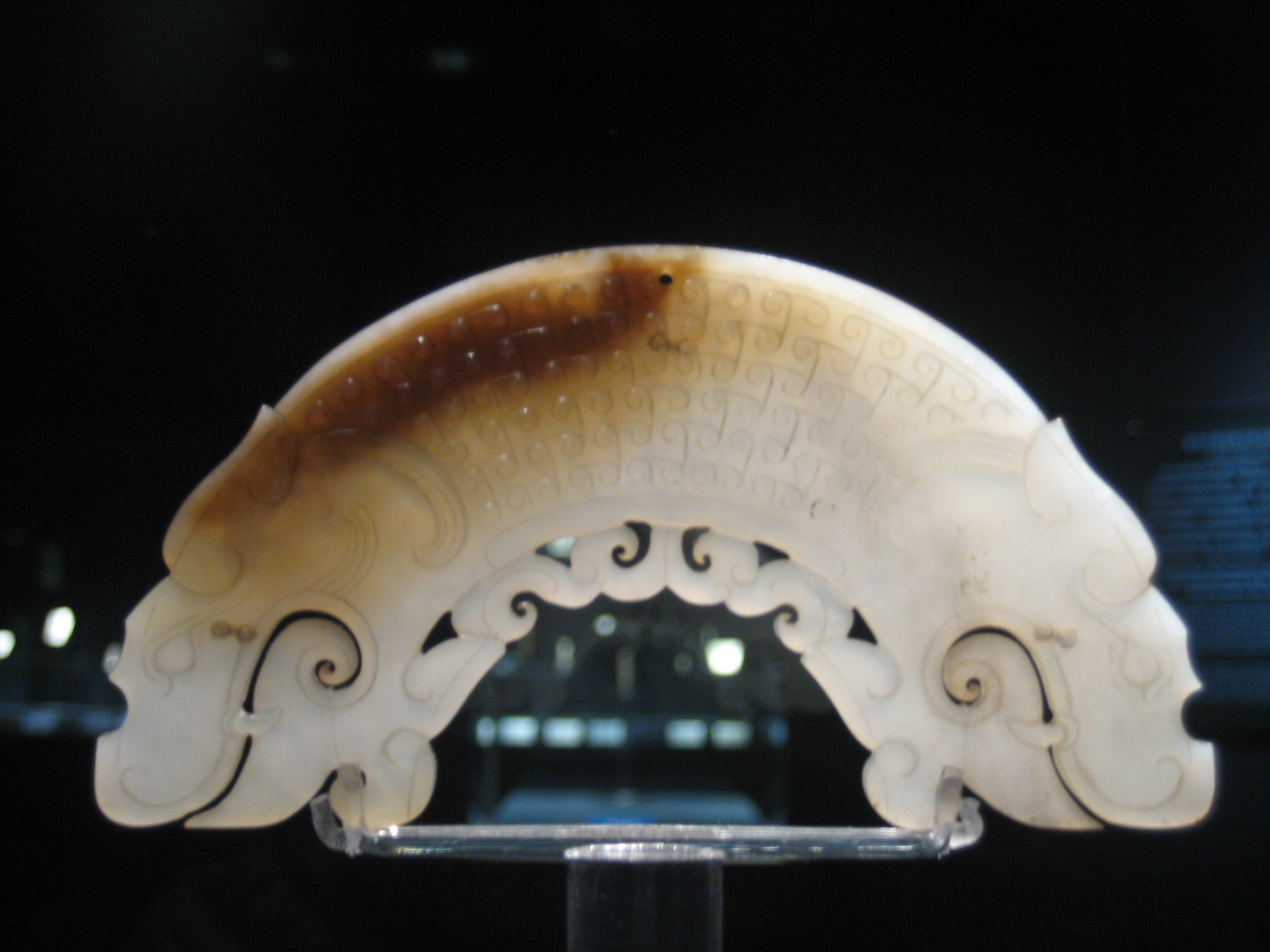

Около 359 до н. э. Шан Ян (商鞅), назначенный министром царства Цинь, начал серию успешных политических и экономических реформ, в результате которых царство Цинь превратилось в одно из сильнейших царств Китая. Считается, что именно благодаря реформам Шан Яна царство Цинь стало доминировать в Китае, а позднее смогло завоевать все прочие царства и объединить под своей властью весь Китай.

## Провозглашение правителей ванами
В 334 до н. э. правители царств Вэй и Ци признали друг друга царями (присвоив себе титул вана — 王), зафиксировав, тем самым, беспомощность центрального правителя в царстве Чжоу. Правитель царства Чу провозгласил себя ваном ещё в период Чуньцю.
С этого момента и другие удельные князья стали провозглашать себя ванами, после чего династия Чжоу утратила даже номинальное превосходство.

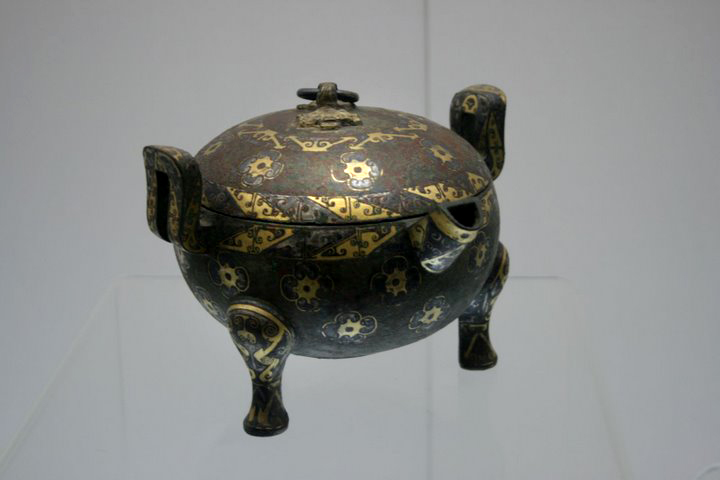
Бронзовый жертвенный треножник «дин» периода Сражающихся царств с золотой и серебряной инкрустацией

В 324 до н. э. правитель царства Цинь провозгласил себя ваном.
В 323 до н. э. правитель царства Хань провозгласил себя ваном.
В 318 до н. э. правитель небольшого царства Сун провозгласил себя ваном.
Последним провозгласил себя ваном правитель царства Чжао в 299 до н. э.
Эти события обесценили титул вана, который из царского превратился в титул владетельной особы. В последующей феодальной истории Китая этот титул приблизительно соответствовал титулу принца, герцога или князя.

## Экспансия царства Чу
В начале периода Чжаньго возросло могущество царства Чу. Это царство особенно усилилось после назначения в 389 до н. э. первым министром знаменитого реформатора Ци Ци (吳起).
В 334 до н. э. царство Юэ (越) собралось напасть на царство Ци, но правитель Ци уговорил царя Юэ направиться с походом против царства Чу. Царство Юэ напало на Чу, однако царство Чу нанесло Юэ сокрушительное поражение. После этого войска Чу захватили земли Юэ вплоть до моря, значительно расширив территорию своего царства.

## Рост могущества царства Цинь и Великие Стратегии
Основным политическим фактором эпохи Сражающихся царств в IV—III веках до н. э. был неуклонный рост могущества царства Цинь в результате проведённых там кардинальных легистских реформ. Всё явственнее становилось превосходство царства Цинь над остальными царствами. Тогда были сформулированы две стратегии военных союзов: по вертикали (кит. трад. 合縱, упр. 合纵, пиньинь hézòng, палл. хэцзун) (с удалёнными государствами), и по горизонтали (кит. трад. 連橫, упр. 连横 , пиньинь liánhéng, палл. ляньхэн) (с соседями). Поначалу к победе вели союзы по вертикали, но потом Цинь стало успешно пользоваться стратегиями пактов по горизонтали, и побеждать другие царства одно за другим.
В 316 до н. э. Цинь разгромило большие по территории, но слабые в военном отношении царство Ба и царство Шу. В результате их аннексии территория Цинь увеличилась вдвое, почти сравнявшись с царством Чу.
В 293 до н. э. произошла битва при Ицюэ, в которой царство Цинь одержало победу над соединёнными силами Хань и Вэй. После этой битвы Вэй и Хань заметно ослабли, открыв путь к преобладанию царства Цинь.
В 284 до н. э. царство Ци, постоянно нападавшее на своих соседей, чуть было не погибло под напором коалиции из всех шести прочих царств (Чжао, Чу, Хань, Вэй, Цинь и Янь) во главе с Юэ И из царства Янь. Хотя циский генерал Тянь Дань сумел восстановить государство и вернуть потерянные земли, могущество царства Ци было навсегда подорвано. Одновременно в ходе борьбы истощилось и ослабло царство Янь, стоящее в центре коалиции, но оставленное союзниками после разгрома Ци.
В 278 до н. э. царство Цинь напало на царство Чу и захватило его столицу город Ин, причём царь Чу вынужден был отступить в Шоучунь. Могущество царства Чу пошатнулось, однако через 50 лет Чу снова представляло собой серьёзную силу и пыталось организовывать сопротивление царству Цинь.
В 260 до н. э. произошла крупнейшая в истории Китая битва при Чанпине между Цинь и Чжао. Войско Чжао было окружено и после 46-дневной голодной блокады сдалось. Вопреки своему обещанию сохранить пленным жизнь, циньский полководец Бай Ци приказал закопать в землю живьём 400 000 сдавшихся в плен чжаоских воинов. Войну тяжело перенесли обе стороны, но Чжао получило сокрушительный удар, от которого оно так и не смогло оправиться.
Полвека успешных войн привели к тому, что царство Цинь стало господствовать над прочими китайскими царствами.

## Полное завоевание всего Китая царством Цинь
В 230 до н. э. Цинь завоевало Хань.
В 228 до н. э. Цинь завоевало Чжао.
В 225 до н. э. Цинь завоевало Вэй.
В 223 до н. э. Цинь завоевало Чу.
В 222 до н. э. Цинь завоевало Янь.
В 221 до н. э. Цинь завоевало Ци. Тем самым было осуществлено объединение Китая.

## Наука, техника и культура эпохи Чжаньго
В тот период в Китае появилось большое количество учёных, философов, мыслителей, стратегов, которые оставили много сочинений. В пространство общекитайской культуры втянулись царства, которые до этого считались варварскими, в частности Шу и Юэ.

### Военное дело
В период Сражающихся царств произошла серьёзная модернизация как вооружения, так и военной науки. Бронзовое вооружение и доспехи постепенно заменялись железными. Тем не менее вооружение китайских воинов по ряду причин в основном оставалось бронзовым. На вооружение пехоты поступили боевые секиры, алебарды, клевцы гэ, копья мао, ассегаи пи, трезубец цзи, боевые шесты шу и множество других видов оружия. Был усовершенствован комплекс защитного вооружения, включая специальные доспехи для боевых коней. Получил распространение арбалет. Стрела, выпущенная из такого арбалета, пробивала любые доспехи.

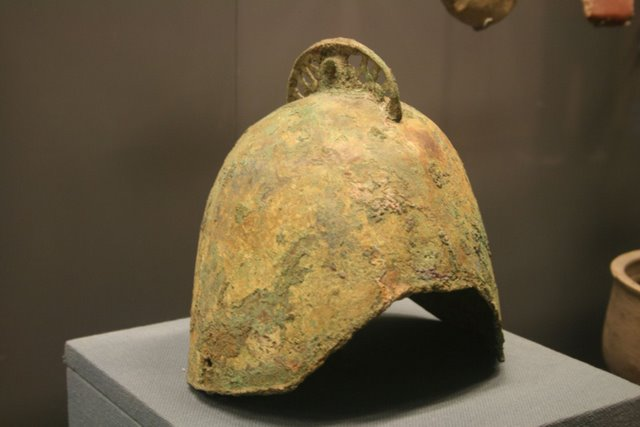
Бронзовый воинский шлем из царства Янь

В начале периода стали широко применяться боевые колесницы. Чжаоский царь Улин-ван в 307 году до н. э. впервые применил боевую конницу, использованию которой он научился у северных племён ху, нападавших на его государство. Он же ввёл в употребление короткие куртки для воинов, несмотря на протесты аристократов, считавших и то, и другое отказом от китайской культуры и падением в дикость и варварство. Тем не менее, всадники быстро показали своё преимущество в военных действиях, после чего конницей обзавелись и другие царства.
Предполагается, что конница в эпоху Сражающихся царств использовалась главным образом не для сражений в конном строю, для чего требуется длительная выучка кавалеристов, а для быстрой переброски воинов, вступавших в бой спешенными, наподобие европейских драгун XVII—XIX веков. Исключение составляла наёмная конница из кочевников, которая имела такую выучку. При этом после введения конницы использование боевых колесниц не исчезло: в 1980 году при раскопках знаменитой гробницы императора Цинь Шихуанди были обнаружены две бронзовые колесницы, состоящие из более чем 300 деталей.
Несмотря на все нововведения, в эпоху Сражающихся царств основной силой на поле боя оставалась пехота, поскольку в густонаселённом Китае не хватало пастбищ для разведения лошадей для кавалерии, а боевые колесницы стоили очень дорого. Согласно письменным источникам и данным археологии, на 100 пеших солдат приходилось не более чем 1-2 кавалериста. Так, из письменных источников известно, что в царстве Вэй на 700 тысяч воинов приходилось только 5 тысяч конников. Такое же соотношение дают раскопки гробницы Цинь Шихуана: из 8 000 фигур солдат на долю всадников приходится только 116 экземпляров (менее 1,5 %). Отсюда делается вывод о вспомогательной роли конников по отношению к пехоте в эту эпоху.

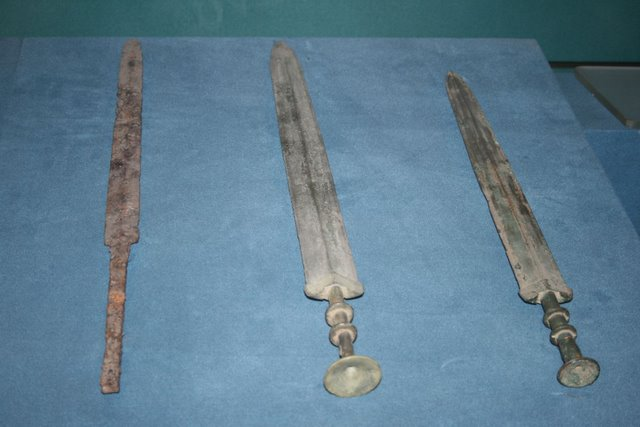
Один железный и два бронзовых меча периода «Сражающихся царств»

На реках использовались многочисленные гребные суда, как для военных действий на воде, так и для снабжения войск продовольствием, которого требовалось очень много. Армии возросли многократно, появился опыт организации массированных операций войсками в несколько сот тысяч человек, а также обеспечения военных действий, заготовки корма и тыловой поддержки. Численность армий самых мощных царств, если верить древнекитайским летописцам, доходила до 600 тысяч человек, чего в Европе удалось достичь лишь спустя 2000 лет, в начале индустриальной эры. Вследствие этого войны в эпоху Сражающихся царств приобрели тотальный характер и, в отличие от более ранних войн, судьба которых решалась в одном или нескольких сражениях, длились годами.
Военные теоретики этой эпохи оставили множество трудов по тактике и стратегии, не утративших своего значения до нашего времени. По свидетельству древнекитайских историков, в период Сражающихся царств высокого развития достигло искусство фортификации, включая строительство как капитальных крепостей, так и полевых укреплений. После объединения Китая царством Цинь, по велению императора во избежание мятежей все укрепления и крепости внутри Поднебесной были снесены. Но стены, защищавшие Китай от набегов кочевников с севера, были не только сохранены, но и усилены и дополнены новыми участками. Так была создана Великая Китайская стена.

### Металлургия
В этот период в древнекитайских государствах было в полной мере освоено железо, что отмечается и в исторических источниках: в летописи Цзо чжуань сообщается, что в царстве Цзинь в 513 г. до н. э. был отлит железный треножник с текстом законов. Если раньше железо считали «грубым металлом», пригодным лишь для изготовления сельскохозяйственных орудий вроде лемехов и примитивных лопат, то в период Чжаньго железо нашло очень широкое применение. Произошла «железная революция», железо было внедрено повсюду, железные орудия труда почти полностью заменили бронзовые. Это стало возможным после того как древнекитайские металлурги открыли способы придания чугуну большей пластичности и получения так называемого ковкого чугуна.
В это время китайские металлурги научились делать из прежнего «грубого металла» изделия самого разного назначения, от топоров лесорубов до орудий женского обихода (шил и иголок), заменив таким образом относительно редкую и потому дорогую бронзу. Железо в период «Сражающихся царств» стало дешевым и общедоступным материалом. Как сообщает 72-я глава «Хай-ван» трактата «Гуань-цзы», «у каждой женщины обязательно имеется игла и нож; каждый земледелец владеет [железными наконечниками для] сошников лэй или сы, а также серпом; у любого ремесленника есть топор и пила, шило, долото, сверло».
В период Чжаньго китайцы уже имели доменные печи с дутьём и вагранки, до создания которых европейская металлургия дошла лишь через две тысячи лет. Производство металлических изделий стало массовым: по данным китайского археолога Хуа Цзюэмина, к 500 году до н. э. в Китае уже применялся весьма совершенный технологически способ стопочного литья — одновременная заливка металлом многоярусных форм давала большое количество одинаковых изделий. Китайские литейщики методом стопочного литья отливали сразу целые серии монет, пряжек для конских сбруй, деталей упряжи, повозок и других металлических изделий, что позволяло производить их в огромных количествах. При необходимости полученные литьём металлические изделия, например, мечи, топоры, лопаты и прочее дополнительно обрабатывались ковкой для придания им нужной формы и прочности. Тем не менее, как указывает выдающийся английский синолог Джозеф Нидэм, в Древнем Китае большую часть металлических изделий не ковали, а отливали.

### Земледелие
Массовое применение тягловых пахотных орудий типа рала с железным наконечником произвело подлинную революцию в земледельческой технике. С помощью таких орудий оказалось возможным возделывать не только пойменные земли, но и твёрдые почвы на высоких прибрежных террасах. Как следствие распространения металлических орудий, производительность сельского хозяйства значительно возросла, было проложено множество каналов для орошения полей и освоены для пахоты громадные площади земли. Сыма Цянь в «Хэ цюй шу» («Книга/Трактат о реках и каналах») перечислил более десятка больших каналов и канальных систем, существовавших в его время, и отметил, что малых каналов не перечесть.

### Рост населения
Многократный рост сельскохозяйственного производства в условиях высокой рождаемости привёл к огромному росту населения, что было отмечено уже в древнекитайских источниках. Как сказано в «Чжаньго цэ», если в древние времена «число жителей даже больших городов не превышало трёх тысяч семей», то в V—III вв. до н. э. «города с десятью тысячами семей стали столь многочисленны, что смотрели друг на друга». Вместе с ростом населения многократно возросла и численность войск, ставших по-настоящему массовыми.

### Философия
Период Чжаньго известен как расцвет «учёных ста школ». В это время развивалось конфуцианство (Мэн-цзы, Сюнь-цзы) классический даосизм (Чжуан-цзы), легизм (Хань Фэй), а также моизм. Формирование и развитие интеллектуальных традиций во многом зависело от правительственной поддержки: «странствующие философы», как правило принадлежавшие к сословию «ши» (士), привлекались ко дворам конкурирующих царств. Они занимали видные должности, предлагали правителям собственные программы государственных реформ и личностного совершенствования, обсуждали современную политику в историческом и мифологическом контексте.
Наиболее крупными проектами по привлечению интеллектуалов стали академия Цзися (稷下) в царстве Ци и ассамблея при дворе Люй Бувэя в царстве Цинь. Четыре правителя эпохи (战国四公子), оказавшие поддержку интеллектуалам, прославились в наибольшей мере.